# Бой при Челле
Бой при Челле (ит. Battaglia delle Celle) или бой при Римини произошёл 25 марта 1831 года между добровольцами Объединенных итальянских провинций во главе с Карло Дзукки и австрийскими войсками, перешедшими границы империи, чтобы подавить революцию 1831 года. 

## Предыстория
26 февраля 1831 года конгресс в Болонье провозгласил полное отделение всех восставших провинций от владычества папы римского и образование Объединенных итальянских провинций. Для подавления революции австрийцы послали армию под командованием маршала Бентхайма, которая переправилась через реку По и овладела Феррарой, вынудив патриотов Романьи и добровольцев отступить в сторону Анконы. Генерал Карло Дзукки был назначен командующим этими ополчениями и приказал сосредоточить немногочисленные войска в Римини.

## Ход боя
Отступавшие революционные войска вошли в Челле и, сложив оружие на площади, разошлись по городку. Внезапно, около пяти часов вечера, итальянские аванпосты у Челле вступили в перестрелку с подошедшим австрийским авангардом, состоявшим из групп гусар. Революционные солдаты, бывшие в городке, бросились к оружию и лошадям, готовясь к бою.
Услышав об атаке противника, Дзукки покинул Челле и вместе с примерно 200 бойцами и двумя пушками направился к месту столкновения. Вместе с ним ринулись в бой многочисленные добровольцы, плохо организованные, частично вооруженные лишь охотничьими ружьями.
Когда основная часть австрийских войск продвинулась вперед и начала попытку окружения, был отдан приказ отступить к воротам Сан-Джулиано. Революционные солдаты продолжали сражаться среди домов до темноты, пока артиллерийский обстрел не заставил их отступить в направлении Каттолики, где они воссоединилась с частью уже отошедших войск. На следующий день Дзукки смог продолжить отступление в сторону Фано.
В ночь на 25 марта, когда прибыло подкрепление, генерал Менген взял под свой контроль Римини.

## Значение
Итальянские революционеры, боровшиеся за объединение страны, придавали большое значение этому бою, когда исключительно итальянские войска в столкновении с иностранной армией выдержали её удар. «Это противостояние, предпринятое против многочисленного и очень сильного врага, для молодых людей, не привыкших к войне и наделенных огромным мужеством, имело вид победы. Все радовались; все тешили себя надеждами на будущее».